# Ieronim Ouborevitch
Ieronim Petrovitch Ouborevitch (en russe : Иероним Петрович Уборевич ; en lituanien : Jeronimas Uborevičius) (né le 14 janvier 1896 et décédé le 12 juin 1937) était un commandant militaire de l'Armée rouge au cours de la guerre civile.

## Biographie
Ieronim Ouborevitch s'éleva jusqu'au grade de commandant de l'armée, première classe, soit l'équivalent de général lorsque les grades de l'armée tsariste furent réintroduits. 
Il commandait les forces de l'Armée rouge qui prirent Vladivostok le 25 octobre 1922. 

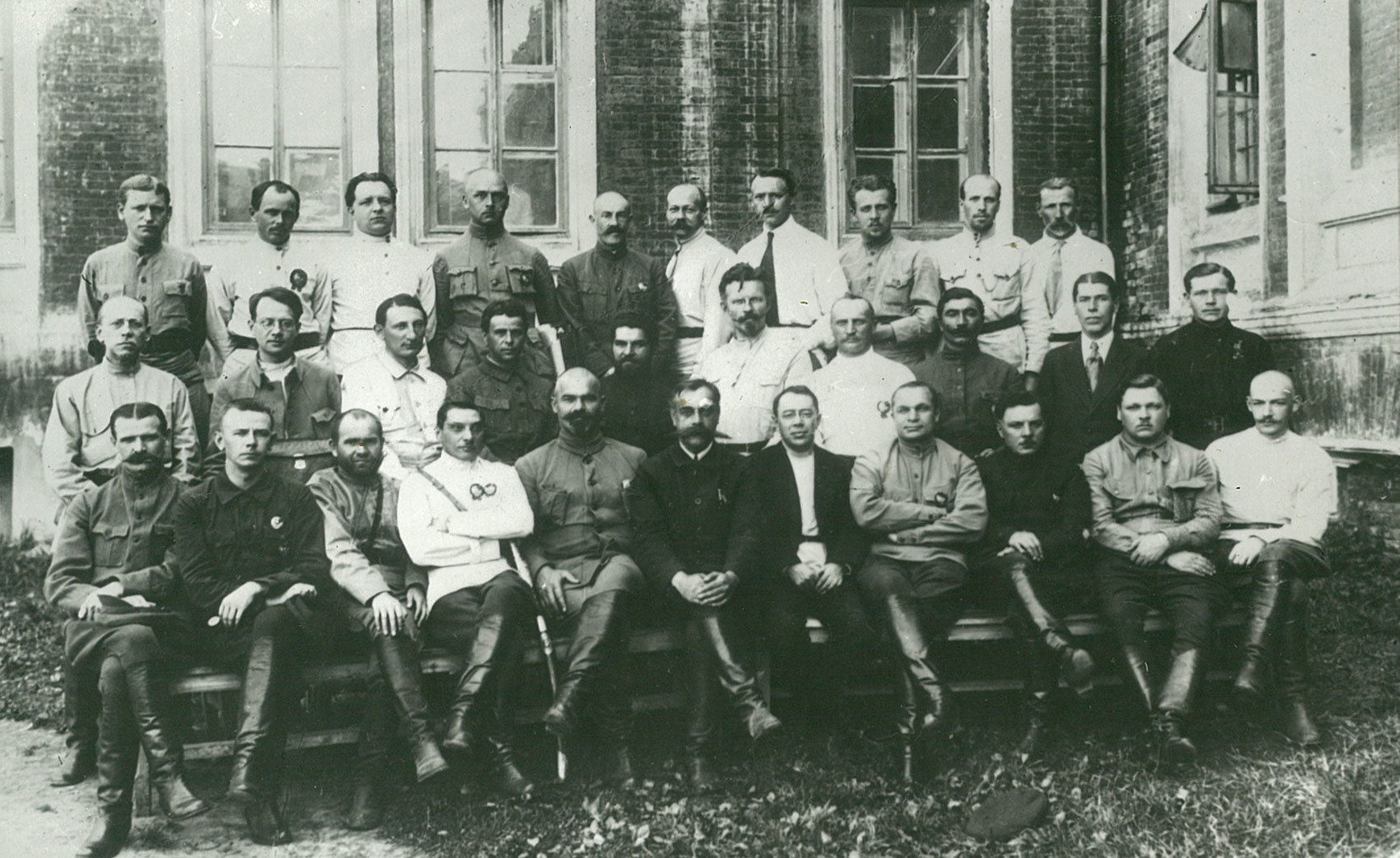
1921 congrès de commandants de l'Armée rouge avec David Lipets-Petrovsky, Nikolaï Petin, Semion Boudienny, Boris Chapochnikov, Vladimir Lazarevitch, Sergueï Kamenev, Pavel Lebedev, Kliment Vorochilov, Aleksandr Iegorov, Guillaume Harff et Sergueï Goussev.

Ouborevitch fut victime des purges de Staline dans l'Armée rouge à la fin des années 1930. En juin 1937, alors qu'il était commandant de la région militaire de Biélorussie, il fut jugé et exécuté dans l'affaire d'une prétendue Organisation militaire trotskyste anti-soviétique[réf. souhaitée]. Le bourreau Vassili Blokhine fut chargé de cette exécution.
Il fut réhabilité à titre posthume le 31 janvier 1957.

## Source
- (en) Cet article est partiellement ou en totalité issu de l’article de Wikipédia en anglais intitulé « Ieronim Uborevich » (voir la liste des auteurs).